# Euciroa subspinosa
Euciroa subspinosa is een tweekleppigensoort uit de familie van de Euciroidae. De wetenschappelijke naam van de soort is voor het eerst geldig gepubliceerd in 2006 door Okutani.